# DAMN.
Damn (стилизованный как DAMN.) — четвёртый студийный альбом американского хип-хоп исполнителя Кендрика Ламара. Альбом вышел 14 апреля 2017 года под руководством лейблов Aftermath Entertainment, Interscope Records и Top Dawg Entertainment. Альбому предшествовал сингл «Humble», который дебютировал на второй строчке в хит-параде Billboard 100.
Damn дебютировал на первом месте в хит-параде Billboard 200, продав в первую неделю 603 тысячи цифровых копий. Альбом получил положительные отзывы. К июлю 2017 года Damn был сертифицирован Recording Industry Association of America (RIAA) в двойном платиновом статусе. Альбом получил номинации на премию Grammy Award в таких категориях, как Лучший рэп-альбом и Лучший альбом года, что стало третьим подряд альбомом для Ламара, номинированным в этой категории. Damn назван лучшим альбомом Billboard Year-End по итогам 2017 года. 16 апреля 2018 года за данный альбом Кендрик Ламар стал лауреатом Пулитцеровской премии.
Это первая неджазовая и неклассическая музыкальная работа, удостоенная этой престижной премии.

## Музыка
Альбом Damn содержит в себе помимо осознанного хип-хопа и хип-хопа Западного побережья, элементы трэпа, R&B и поп-музыки.

## Обложка
Обложка альбома была разработана дизайнером, проживающим в Лос-Анджелесе, Владом Сепетовым. Помимо данной работы, Сепетов разрабатывал обложки к предыдущим проектам артиста: To Pimp a Butterfly, Untitled Unmastered и синглу «i». Вдобавок он сотрудничает и с другими хип-хоп исполнителями преимущественно из Лос-Анджелеса, вроде ScHoolboy Q, Jay Rock, The Game и Ab-Soul. В своём твиттере дизайнер описал обложку как «гулкую и забористую». Сепетов утверждает, что решение поместить наклейку «Parental Advisory» в необычное местоположение являлось частью дизайна, но ни в коем случае не «запоздавшей идеей». Позже обложка альбома стала частью мемов.

## Выпуск и продвижение
23 марта 2017 года Кендрик представил сингл «The Heart Part 4», который начинается со вставки песни Джеймса Брауна «Don’t Tell A Lie About Me And I Won’t Tell The Truth On You» (Не говори обо мне лжи, и я не скажу о тебе правду) Песня советует подождать 7 апреля..
30 марта Кендрик опубликовал музыкальный видеоклип на свой второй сингл — «HUMBLE». 7 апреля, как предполагалось, Кендрик опубликует свой четвёртый студийный альбом; однако в это время он анонсировал точную дату своего нового альбома: 14 апреля. Вдобавок альбом появился на iTunes для предварительного заказа. Треклист пластинки будет включать 14 треков. 11 апреля он представил название, обложку и плейлист своего четвёртого студийного альбома. Альбом будет иметь название DAMN., а в качестве гостей в альбоме будут барбадосская певица Rihanna и британская рок-группа U2. 14 апреля альбом стал доступен для прослушивания.

## Отзывы
| Совокупная оценка   | Совокупная оценка |
| Источник            | Оценка            |
| ------------------- | ----------------- |
| AnyDecentMusic?     | 9.0/10            |
| Metacritic          | 95/100            |
| Оценки критиков     |                   |
| Источник            | Оценка            |
| AllMusic            | [ 26 ]            |
| The A.V. Club       | A                 |
| Chicago Tribune     | [ 28 ]            |
| The Daily Telegraph | [ 29 ]            |
| Exclaim!            | 6/10              |
| The Guardian        | [ 31 ]            |
| Paste               | 9.1/10            |
| Pitchfork           | 9.2/10            |
| Rolling Stone       | [ 34 ]            |
| Slant               | [ 35 ]            |

Подавляющее большинство музыкальных рецензентов оставили положительные рецензии. Так, по данным сайта Metacritic, альбом набрал 95 баллов из 100 возможных по итогам 37 рецензий.
Журналист Boston Globe Джулиан Бенбоу написал: «Его новый студийный альбом „DAMN.“ не отличается от его предыдущих работ, даже если он [альбом] будет его лучшим творением. В течение всех 55 минут прослушивания альбома на Вас будут обрушены грохочущие биты и головокружительные рифмы, посыл которых Вы и вовсе не будете в силах переварить в своей голове». В то время как издание The Telegraph, оценивая альбом Кендрика, подчеркнуло: «Как жанр, рэп порой очень трудно слушать, отчасти из-за того, что в нём уйма непрерывного речитатива и сленга, который нужно ещё и расшифровывать. Но когда мы отбрасываем игру слов большинства хип-хоп исполнителей, чаще на выходе мы получаем пустые навязчивые идеи. „DAMN.“ — это чуткий, сложный, красноречивый альбом, в котором автор задаёт себе и своим слушателям серьёзные вопросы о том, сколько же ответственности лежит на наших плечах в этом несовершенном мире».
24 ноября 2017 года английский журнал NME опубликовал список лучших альбомов года, где DAMN. занял третье место.
16 апреля 2018 года в Школе журналистики Колумбийского университета было объявлено, что Кендрик Ламар за работу над альбомом «DAMN.» стал лауреатом Пулитцеровской премии в категории «За выдающееся музыкальное произведение». Награда присуждена с формулировкой: «за виртуозную коллекцию песен, объединённых искренностью простонародного языка и ритмичной динамикой, дающих впечатляющие зарисовки множества составляющих современной жизни афроамериканцев». Ламар стал первым представителем популярной музыки, удостоенный этой награды (и также первым рэпером с таким достижением). Ранее, Пулитцеровскую премию в музыкальной области получали только представители жанра джаза (например, Джордж Гершвин, Телониус Монк и Джон Колтрейн), кантри (Хэнк Уильямс; и все четверо посмертно), фолк-рока (Боб Дилан) или классической музыки.

### Итоговые списки
В январе 2025 года альбом включён в список лучших альбомов первой четверти XXI века (номер 66 в списке The 250 Greatest Albums of the 21st Century So Far).
| Издание                                 | Список                                                                    | Ранг | Ссылка |
| --------------------------------------- | ------------------------------------------------------------------------- | ---- | ------ |
| The A.V. Club                           | The A.V. Club́s 20 Best Albums of 2017                                     | 1    | [ 43 ] |
| BBC News                                | The Top 10 Albums of 2017                                                 | 1    | [ 44 ] |
| Billboard                               | Billboard́s 50 Best Albums of 2017: Critics' Picks                         | 1    | [ 45 ] |
| Clash                                   | Clash Albums of the Year 2017                                             | 2    | [ 46 ] |
| Complex                                 | The Best Albums of 2017                                                   | 1    | [ 47 ] |
| Consequence of Sound                    | Top 50 Albums of 2017                                                     | 2    | [ 48 ] |
| Entertainment Weekly                    | The 25 Best Albums of 2017                                                | 2    | [ 49 ] |
| Exclaim!                                | Exclaim!́s Top 10 Hip-Hop Albums                                           | 1    | [ 50 ] |
| HipHopDX                                | HipHopDX́s Best Rap Albums Of 2017                                         | 1    | [ 51 ] |
| The Independent                         | The 30 Best Albums of 2017                                                | 7    | [ 52 ] |
| The Irish Times                         | Ticket Awards 2017: The Best Music of the Year                            | 1    | [ 53 ] |
| Loud and Quiet                          | The Loud and Quiet Top 40 Albums of 2017                                  | 11   | [ 54 ] |
| - The New York Times - (Jon Caramanica) | The Best Albums of 2017                                                   | 14   | [ 55 ] |
| - The New York Times - (Jon Pareles)    | The Best Albums of 2017                                                   | 6    | [ 55 ] |
| Newsweek                                | - The 17 Best Albums of 2017: - Kendrick Lamar, Lorde and Other Favorites | 6    | [ 56 ] |
| NME                                     | NMÉs Albums of The Year 2017                                              | 3    | [ 57 ] |
| Now                                     | The 10 Best Albums of 2017                                                | 1    | [ 58 ] |
| NPR                                     | The 50 Best Albums of 2017                                                | 1    | [ 59 ] |
| Paste                                   | The 50 Best Albums of 2017                                                | 2    | [ 60 ] |
| Pitchfork                               | The 50 Best Albums of 2017                                                | 1    | [ 61 ] |
| PopMatters                              | The 60 Best Albums of 2017                                                | 1    | [ 62 ] |
| Rap-Up                                  | Rap-Uṕs 20 Best Albums of 2017                                            | 1    | [ 63 ] |
| Rolling Stone                           | 50 Best Albums of 2017                                                    | 1    | [ 64 ] |
| Rough Trade                             | Albums of the Year                                                        | 45   | [ 65 ] |
| The Skinny                              | The Skinnýs Top 50 Albums of 2017                                         | 1    | [ 66 ] |
| Slant Magazine                          | The 25 Best Albums of 2017                                                | 1    | [ 67 ] |
| Spin                                    | 50 Best Albums of 2017                                                    | 1    | [ 68 ] |
| Stereogum                               | The 50 Best Albums of 2017                                                | 2    | [ 69 ] |
| Time                                    | Top 10 Albums 2017: Reputation, DAMN., Melodrama                          | 2    | [ 70 ] |
| The Times                               | 100 Best Albums of the Year                                               | 2    | [ 71 ] |
| Variety                                 | The Best Albums of 2017                                                   | N/A  | [ 72 ] |
| Vice                                    | The 100 Best Albums of 2017                                               | 2    | [ 73 ] |
| Vulture                                 | The 10 Best Albums of 2017                                                | 1    | [ 74 ] |

## Награды
| Год  | Церемония                | Категория                              | Результат |
| ---- | ------------------------ | -------------------------------------- | --------- |
| 2017 | Q Awards                 | Best Album                             | Номинация |
| 2017 | BET Hip Hop Awards       | Album of the Year                      | Победа    |
| 2017 | American Music Award     | Favorite Rap/Hip-Hop Album             | Победа    |
| 2018 | Grammy Award             | Лучший альбом года                     | Номинация |
| 2018 | Grammy Award             | Лучший рэп-альбом                      | Победа    |
| 2018 | NAACP Image Awards       | Outstanding Album                      | Победа    |
| 2018 | iHeartRadio Music Awards | Hip-Hop Album of the Year              | Победа    |
| 2018 | Juno Awards              | International Album of the Year        | Победа    |
| 2018 | Пулитцеровская премия    | За выдающееся музыкальное произведение | Победа    |

## Коммерческий успех
В США Damn дебютировал на первом месте общенационального хит-парада Billboard 200 с тиражом 603,000 альбомных эквивалентных единиц в первую неделю релиза. Таким образом, он стал третьим подряд альбомом Ламара после To Pimp a Butterfly (2015) и Untitled Unmastered (2016), достигшим позиции № 1 в США. Его тираж в первую неделю включал 353,000 копий и более 340 млн единиц стримингу.
Во вторую неделю релиза, альбом оставался на первом месте в США с тиражом 238,000 альбомных эквивалентных единиц, включая 87,000 традиционных альбомных продаж, подняв продажи до суммарных 841,000 единиц. В третью неделю релиза, снова оставаясь на вершине чарта альбом имел тираж 173,000 альбомных эквивалентных единиц, включая 57,000 традиционных альбомных продаж, подняв суммарные продажи до 1.014 млн единиц.
К концу 2017 года тираж Damn составил 910,000 копий и 2,747,000 альбомных эквивалентных единиц в США, финишировав на третьем месте среди всех американских бестселлеров после дисков Ed Sheeran's ÷ и Taylor Swift's Reputation. 10 июля 2017 года альбом был сертифицирован Recording Industry Association of America (RIAA) в двойном платиновом статусе по суммарным учётом продаж, стримингу и альбомным трекам в числе 2 млн единиц.
Альбом также возглавил канадский хит-парад Canadian Albums Chart с тиражом 35,000 единиц и 25,4 млн стримов, став для рэпера его третьим подряд чарттоппером в стране кленовых листьев.
В Великобритании было продано 30,000 единиц в первую неделю релиза и он достиг позиции № 2 в UK Albums Chart.

## Концепция
BLOOD.
В треке «BLOOD.» Кендрик был застрелен слепой женщиной, которой он пытался помочь. Слепая женщина олицетворяет последствия, которые приведут к вечным мукам в книге Мишне Тора. Двойственность заключается в том, повиноваться Богу и быть благословлённым, или же ослушаться и быть проклятым. Совершить дурной поступок (англ. Is it wickedness?) или признаться в своей слабости (англ. Is it weakness?) — этот вопрос играет ключевую роль на протяжении всего альбома.
Выстрелы в «BLOOD.» и «DUCKWORTH.» воплощают последствия каждого последующего пути. Кендрик был застрелен, потому что он потерял свой путь, и поэтому был проклят. В то же время в «DUCKWORTH.» он вернул всё назад, оставшись в живых, разорвав цепи своего народа из-за действий своего отца и главы лейбла TDE, повествование о которых идёт в треке «DUCKWORTH.».
DNA.
Во втором треке альбома Кендрик применяет несколько точек зрения, отмечая, критикуя и изучая наследие и культуру темнокожих. В музыкальном видеоклипе Кендрик и Дон Чидл, чтобы спорить друг с другом, используют слова песни. В этом же клипе Ламар появляется в традиционной форме Кунг-Фу.
DNA — это песня, в которой Ламар рассказывает о жизни гордого афроамериканца. В треке «i», альбома To Pimp a Butterfly, Ламар изрёк следующее: «Что ж, это моё объяснение прямиком из Эфиопии. Негус — член Королевской семьи (англ. royalty). Постой, выслушай. Негус — чёрный император, король, правитель; сейчас дай мне закончить. В учебниках истории опускают это и тщательно скрывают».
YAH.
В своём названии «YAH.» основывается от Яхве (англ. Yahweh). Также трек содержит и другие религиозные отсылки, вроде исхода израильтян и книги Второзакония. Как и на предыдущих двух треках, «YAH.» содержит вырезки из эфира FOX News, где ведущие раскритиковали выступление Ламара с песней «Alright» на BET Awards 2015. Однако в данном треке Кендрик ведёт с ведущими диалог.
ELEMENT.
В данном треке Ламар утверждает, что он наиболее доминирующий хип-хоп исполнитель в игре, который задаёт своим современникам задачи и провоцирует их на диспут. Кендрик исследует свой личный путь самопожертвования и семейные невзгоды, которые до сих пор накапливались в его жизни; разбирает те трудности, что выпали на долю его семьи и на него лично. То, как это повлияло на него, чтобы в конце концов стать тем, кем он является сейчас.
FEEL.
В «FEEL.» Кендрик проявляет широкий ряд чувств по большей части негативных, которые возникли с приобретением славы. Он хвастается своим статусом в рэп-игре, однако считает, что в этой же рэп-индустрии полно злопыхательства. Несмотря на критический и коммерческий успех последних лет, Кендрик ведёт с собой эмоциональную и духовную борьбу. В своей музыке он регулярно открывает тёмные стороны своей жизни: депрессию, с которой он живёт с подросткового периода, и ненависть к себе в связи с тем, что освятил лишь малую часть важных тем на своей предыдущей работе.
LOYALTY.
В «LOYALTY.» Кендрик и Рианна размышляют о ценности и необходимости полного доверия и честности с обеих сторон в платонических и романтических отношениях. В конце песни Рианна поёт о том, как трудно оставаться скромной, имея головокружительную известность: «It’s so hard to be humble. Lord knows I’m tryin'» («Очень сложно быть скромной. Господь знает, что я стараюсь»). Данный финал ведёт к песне «PRIDE.», который начинается со слов: «Love’s gonna get you killed. But pride’s gonna be the death of you and you and me» («Любовь тебя погубит. Но гордость погубит нас обоих»).
PRIDE.
«PRIDE.» — это интроспективный трек, который продолжает рассматривать тяжёлые религиозные темы. Принимается во внимание одиннадцатая притча, стих второй: «Придет гордость, придет и посрамление; но со смиренными — мудрость». Кендрик проникает в глубь своей собственной гордости, а то, что его часто нарекают лучшим рэпером из ныне живущих, вызывает напряжение между его идеалами и его поступками. Кроме того, на протяжении всей песни тембр голоса Ламара меняется от высокого к низкому, что подчёркивает контраст между его идеалами и его действиями. Гордость является одним из семи смертных грехов. В послании Иакова говорится: «Бог гордым противится, а смиренным дает благодать». Вдобавок прослеживается намеренный контраст между песнями «PRIDE.» и «HUMBLE.». «PRIDE.» имеет сладкоречивый (скромный) оттенок, а «HUMBLE.» является взрывным и вызывающим. Каждый инструментал парадоксально соответствует теме обеих песен.
HUMBLE.
В «HUMBLE.» Кендрик призывает слушателей и других рэперов смиренно принимать его стихи, настаивая на том, что он является первым номером в игре. В музыкальном видеоклипе он совмещает религиозные образы (вроде Тайной вечери) с городской жизнью. Он призывает всех собраться вокруг него, подобно проповеднику.
LUST.
В данной песне артист раскрывает своё видение на скучную жизнь «рэп-звёзд». Рассматривая темы сексуального характера, Ламар исследует монотонную ежедневную рутину богатых и известных людей, которые часто эксплуатируют похоть в её самых разных формах. Во втором куплете, погрузившись в размышления, Кендрик подчёркивает неутолимую жажду людей к роскоши, неограниченному сексу и вечеринкам.
LOVE.
В этом треке Кендрик размышляет о роли женщин в его жизни; вероятно речь идёт о его невесте, Уитни Элфорд, с которой он встречается ещё со школьных лет. Ламар использует баллады, чтобы задать необходимые вопросы своему партнёру и укрепить наиболее важный аспект их дружбы — любовь. Название, тема и настроение песни целиком сопоставляется с предыдущей песней, «LUST.». Оба трека имеют контраст: если «LOVE.» — это глубоко интимная эмоция, которую испытываешь к другому конкретному человеку, то «LUST.» охватывает все физические и сексуальные желания. Также похоть (англ. lust) является одним из семи смертных грехов.
XXX.
В «XXX.» Кендрик вновь задевает политические и религиозные темы. В первом куплете он рассматривает моральную неопределённость, отмечая, что даже лучшие среди нас способны на зло. Кендрик хвастается своими уличными достижениями, излагая, что однажды его друг спросил у него совета по поводу трагической гибели сына. Кендрик подталкивает его на то, чтобы тот совершил акт насильственной мести («око за око, зуб за зуб»). Во втором куплете Ламар стремится к мирному урегулированию конфликта, продолжая нигилистические темы «PRIDE.»
Американский критик Стивен Хайден отметил, что в стихах артиста прослеживается духовная, дислокационная борьба современной Америки с Ветхозаветным подтекстом.
FEAR.
В «FEAR.» Ламар изучает три случая истинного страха людей в возрасте семи, семнадцати и двадцати семи лет соответственно. В первом куплете он исследует страх, который испытывает ребёнок со строгой матерью, используя стихи, вроде: «I beat yo ass if you jump on my couch. That homework better be finished, I beat yo ass. I beat yo ass, you better not run to your father» и так далее. («Я тебя высеку, если ты прыгнешь на мой диван. Я тебя высеку, если ты не сделал домашнее задание. Я тебя высеку, и тебе лучше не бежать к отцу»).
Во втором куплете Кендрик исследует страх подростка в 17 лет, который заключается в страхе смерти от уличных бандитских группировок или полицейской жестокости: «I’ll prolly die walkin' back home from the candy house. I’ll prolly die because these colors are standin' out.» («Вероятно я умру по дороге домой из кондитерского магазина. Вероятно, я умру, потому что эти цвета отличаются»).
В третьем куплете Кендрик рассказывает о том страхе, который отчасти изложен на To Pimp A Butterfly: неуверенность в собственных силах, страх потерять жизнь, которую он построил самостоятельно.
GOD.
В предпоследнем треке альбома Кендрик кичится своими успехами, своими чувствами и тем, почему он так много работает. На протяжении всего трека он описывает свои чувства подобно тому, что чувствует Бог. В каком-то смысле он напоминает других хип-хоп исполнителей, которые считают себя Богами, но на деле таковыми не являются.
DUCKWORTH.
В заключительном треке альбома Кендрик рассказывает историю о том, как босс лейбла TDE, Энтони Тиффит, и отец Кендрика, Даки, чуть не совершили главную ошибку в их жизни. В прошлом, отец Кендрика работал в KFC, а Энтони принадлежал бандитской группировке и вёл криминальный образ жизни. Энтони планировал ограбить кафе, а отец Кендрика, который, вероятно, мог погибнуть от рук будущего босса TDE, давал ему бесплатную еду. В знак благодарности Энтони не стал убивать Даки. Впоследствии, если бы Энтони убил Даки, то босс TDE отбывал пожизненный срок в тюрьме, а Кендрик бы рос без отца, не поступил в колледж и умер в уличной перестрелке. После завершающихся слов, слышится звук выстрела, перемотки аудио, после чего Кендрик произносит фразу, с которой он начинает альбом: «So, I was taking' a walk the other day…» (Как-то раз я решил прогуляться…).

## Плей-лист
По данным из буклета альбома и журнала XXL.
| №                   | Название                       | Автор(ы)                                                                                       | Продюсеры                                                      | Длительность |
| ------------------- | ------------------------------ | ---------------------------------------------------------------------------------------------- | -------------------------------------------------------------- | ------------ |
| 1.                  | «Blood»                        | Кендрик Дакворт Daniel Tannenbaum Anthony Tiffith                                              | Bēkon Top Dawg                                                 | 1:58         |
| 2.                  | «DNA»                          | Дакворт Майкл Лен Уильямс II                                                                   | Майкл Лен Уильямс II                                           | 3:05         |
| 3.                  | «Yah»                          | Дакворт Марк Спирс Dacoury Natche Tiffith                                                      | Sounwave DJ Dahi Top Dawg Bēkon [a]                            | 2:40         |
| 4.                  | «Element»                      | Дакворт Спирс Джеймс Блейк Ricci Riera                                                         | Sounwave Блейк Riera Tae Beast [a] Bēkon [a]                   | 3:28         |
| 5.                  | «Feel»                         | Дакворт Спирс                                                                                  | Sounwave                                                       | 3:34         |
| 6.                  | «Loyalty» (при участии Рианны) | Дакворт Natche Спирс Terrace Martin Tiffith                                                    | DJ Dahi Sounwave Martin Top Dawg Kuk Harrell [c]               | 3:47         |
| 7.                  | «Pride»                        | Дакворт Стив Лейси Anna Wise Tiffith [ 118 ]                                                   | Лейси Top Dawg Bēkon [a]                                       | 4:35         |
| 8.                  | «Humble»                       | Дакворт Уильямс II Asheton Hogan [ 119 ]                                                       | Уильямс II Pluss [b]                                           | 2:57         |
| 9.                  | «Lust»                         | Дакворт Natche Спирс Честер Хэнсен Александр Совински Мэтью Тэвэрес Леланд Уитти               | DJ Dahi Sounwave BadBadNotGood                                 | 5:07         |
| 10.                 | «Love» (при участии Zacari)    | Дакворт Zacari Pacaldo Teddy Walton Спирс Грег Кёрстин Tiffith                                 | Walton Sounwave Kurstin Top Dawg                               | 3:33         |
| 11.                 | «XXX» (при участии U2)         | Дакворт Уильямс II Natche Спирс Tiffith Пол Дэвид Хьюсон Дэвид Эванс Адам Клейтон Ларри Маллен | Уильямс II DJ Dahi Sounwave Top Dawg Bēkon [a]                 | 4:14         |
| 12.                 | «Fear»                         | Дакворт Дэниел Маман                                                                           | The Alchemist Bēkon [a]                                        | 7:40         |
| 13.                 | «God»                          | Дакворт Riera Спирс Natche Tannenbaum Ronald LaTour Tiffith                                    | Riera Sounwave DJ Dahi Bēkon Cardo Top Dawg Yung Exclusive [b] | 4:08         |
| Общая длительность: | Общая длительность:            | Общая длительность:                                                                            | Общая длительность:                                            | 54:54        |

| №                   | Название                       | Автор(ы)                                                                 | Продюсеры                                                      | Длительность |
| ------------------- | ------------------------------ | ------------------------------------------------------------------------ | -------------------------------------------------------------- | ------------ |
| 1.                  | «Duckworth»                    | Дакворт Douthit                                                          | 9th Wonder Bēkon [a]                                           | 4:08         |
| 2.                  | «God»                          | Дакворт Riera Спирс Natche Tannenbaum LaTour Tiffith                     | Riera Sounwave DJ Dahi Bēkon Cardo Top Dawg Yung Exclusive [b] | 4:08         |
| 3.                  | «Fear»                         | Дакворт Maman                                                            | The Alchemist Bēkon [a]                                        | 7:40         |
| 4.                  | «XXX» (при участии U2)         | Дакворт Williams II Natche Спирс Tiffith Hewson Evans Clayton Mullen Jr. | Mike Will Made It DJ Dahi Sounwave Top Dawg Bēkon [a]          | 4:14         |
| 5.                  | «Love» (при участии Zacari)    | Дакворт Pacaldo Walton Спирс Kurstin Tiffith                             | Walton Sounwave Kurstin Top Dawg                               | 3:33         |
| 6.                  | «Lust»                         | Дакворт Natche Спирс Hansen Sowinski Tavares Whitty                      | DJ Dahi Sounwave BadBadNotGood                                 | 5:07         |
| 7.                  | «Humble»                       | Дакворт Williams II Hogan                                                | Mike Will Made It Pluss [b]                                    | 2:57         |
| 8.                  | «Pride»                        | Дакворт Lacy Wise Tiffith                                                | Lacy Top Dawg Bēkon [a]                                        | 4:35         |
| 9.                  | «Loyalty» (при участии Рианны) | Дакворт Natche Спирс Martin Tiffith                                      | DJ Dahi Sounwave Martin Top Dawg Harrell [c]                   | 3:47         |
| 10.                 | «Feel»                         | Дакворт Спирс                                                            | Sounwave                                                       | 3:34         |
| 11.                 | «Element»                      | Дакворт Спирс Блейк Riera                                                | Sounwave Блейк Riera Tae Beast [a] Bēkon [a]                   | 3:28         |
| 12.                 | «Yah»                          | Дакворт Спирс Natche Tiffith                                             | Sounwave DJ Dahi Top Dawg Bēkon [a]                            | 2:40         |
| 13.                 | «DNA»                          | Дакворт Williams II                                                      | Mike Will Made It                                              | 3:05         |
| 14.                 | «Blood»                        | Дакворт Tannenbaum Tiffith                                               | Bēkon Top Dawg                                                 | 1:58         |
| Общая длительность: | Общая длительность:            | Общая длительность:                                                      | Общая длительность:                                            | 54:54        |

Замечания
- ↑  — дополнительный продюсер
- ↑  — сопродюсер
- ↑  — продюсер по вокалу

## Чарты
| Чарт (2017)                              | Высшая позиция |
| ---------------------------------------- | -------------- |
| Австралия (ARIA)                         | 2              |
| Australian Urban Albums (ARIA)           | 1              |
| Австрия (Ö3 Austria)                     | 6              |
| Бельгия/Фландрия (Ultratop)              | 2              |
| Бельгия/Валлония (Ultratop)              | 16             |
| Канада (Canadian Albums Chart)           | 1              |
| Чехия (ČNS IFPI)                         | 3              |
| Дания (Hitlisten)                        | 2              |
| Нидерланды (Album Top 100)               | 2              |
| Финляндия (Suomen virallinen lista)      | 3              |
| Франция (SNEP)                           | 3              |
| Германия (Offizielle Top 100)            | 6              |
| Венгрия (MAHASZ)                         | 33             |
| Ирландия (IRMA)                          | 2              |
| Италия (Classifica album)                | 15             |
| Новая Зеландия (RMNZ)                    | 2              |
| Норвегия (VG-lista)                      | 2              |
| Польша (ZPAV)                            | 24             |
| Португалия (AFP)                         | 5              |
| Шотландия (Scottish Albums Chart)        | 3              |
| South Korean Albums International (Gaon) | 3              |
| Испания (PROMUSICAE)                     | 15             |
| Швеция (Sverigetopplistan)               | 2              |
| Швейцария (Schweizer Hitparade)          | 3              |
| Великобритания (UK Albums Chart)         | 2              |
| Великобритания (UK R&B Albums Chart)     | 1              |
| США (Billboard 200)                      | 1              |
| США (Billboard Top R&B/Hip-Hop Albums)   | 1              |

| Чарт (2017)                     | Позиция |
| ------------------------------- | ------- |
| Австралия (ARIA)                | 10      |
| Бельгия (Ultratop Flanders)     | 25      |
| Бельгия (Ultratop Wallonia)     | 136     |
| Канада (Billboard)              | 5       |
| Дания (Hitlisten)               | 13      |
| Нидерланды (MegaCharts)         | 17      |
| Германия (Offizielle Top 100)   | 87      |
| Италия (FIMI)                   | 68      |
| Новая Зеландия (RMNZ)           | 6       |
| Швеция (Sverigetopplistan)      | 10      |
| Швейцария (Schweizer Hitparade) | 89      |
| Великобритания (OCC)            | 27      |
| США Billboard 200               | 1       |
| США Digital Albums (Billboard)  | 2       |
| США Rap Albums (Billboard)      | 1       |
| США Top R&B/Hip-Hop Albums      | 1       |

## Сертификации
| Регион | Сертификация  | Продажи   |
| --- | ------------- | --------- |
| Австралия (ARIA) | 2× Платиновый | 140 000   |
| Австрия (IFPI Austria) | Платиновый    | 15 000    |
| Бельгия (BEA) | 2× Платиновый | 60 000    |
| Канада (Music Canada) | 4× Платиновый | 320 000   |
| Дания (IFPI Danmark) | 3× Платиновый | 60 000    |
| Франция (SNEP) | 2× Платиновый | 200 000   |
| Германия (BVMI) | Золотой       | 100 000   |
| Iceland (FHF) | Золотой       | 3,500     |
| Италия (FIMI) | Платиновый    | 50 000    |
| Мексика (AMPROFON) | Золотой       | 30 000    |
| Нидерланды (NVPI) | Золотой       | 20 000    |
| Новая Зеландия (RMNZ) | 6× Платиновый | 90 000    |
| Норвегия (IFPI Norway) | Платиновый    | 30 000*   |
| Польша (ZPAV) | 2× Платиновый | 40 000    |
| Сингапур (RIAS) | Золотой       | 5000*     |
| Швеция (GLF) | Золотой       | 20 000    |
| Великобритания (BPI) | Платиновый    | 300 000   |
| США (RIAA) | 3× Платиновый | 3 000 000 |
| * Данные о продажах приведены только на основе сертификации. · Данные о продажах + прослушиваниях приведены только на основе сертификации. |               |           |